# 水蜈蚣
水蜈蚣（学名：Cyperus aromaticus）又名多葉水蜈蚣，为莎草科莎草属下的一个种。